# Dánské komuny

Mapa zobrazující současné komuny (po roce 2007) v Dánsku.

Dánsko je rozděleno do pěti regionů a 98 komun (dánsky: kommune, mn. č. kommuner). Byly založeny administrativní reformou ze dne 1. ledna 2007. Nahradily tak původních 270 menších správních jednotek, které pak tvořily okresy (Amter) a byly přeskupeny do 98 větších jednotek, z nichž většina má alespoň 20 000 obyvatel.

## Důvody a provedení
Důvodem pro změnu byla snaha poskytnout nově vzniklým komunám větší finanční a profesionální stabilitu. Mnoho kompetencí původních krajů přešlo na nově vzniklé komuny.
Některé z dřívějších jednotek (32) však nepřešly transformací do větších celků, a to buď proto, že už splynuly dříve, nebo z důvodu populace početnější než 20 000 obyvatel, nebo proto, že podepsaly smlouvu o spolupráci s větší komunou.